# Greta Backman
Greta Backman, född 5 augusti 1937 i Stockholm, död 18 oktober 1978 i Lidingö, var en svensk arkitekt.
Backman avlade studentexamen 1957 och utexaminerades från Kungliga Tekniska högskolan 1961. Hon var anställd vid Kungliga Tekniska högskolans byggnadskommitté 1961–1970, vid Kooperativa förbundets arkitekt- och ingenjörskontor (KFAI) 1970–1973 och därefter vid Byggnadsstyrelsens Konsult AB. Hon ritade bland annat de metallurgiska institutionerna vid Kungliga Tekniska högskolan i Stockholm och Arbetarskyddsstyrelsens byggnad i Västra skogen i Solna.